# Moussa Cissé (Fußballspieler)
Moussa Cissé (* 29. April 2003 in Saint-Denis) ist ein französisch-malischer Fußballspieler.

## Karriere

### Verein
Cissé kam in der Jugend 2015 vom Tremblay FC zu Paris Saint-Germain. Am 3. August 2021 wechselte er zum VfB Stuttgart. Obwohl er bereits in seiner Debütsaison vorwiegend für die zweite Mannschaft der Schwaben in der Regionalliga Südwest zum Einsatz kam, spielte Cissé im DFB-Pokal der Junioren 2021/22 im Endspiel für die U19-Mannschaft und gewann dabei den Titel. In der Saison 2023/24 ist er mit dem VfB Stuttgart II durch die Staffel-Meisterschaft in der Regionalliga in die 3. Profi-Liga aufgestiegen. Zudem saß er im Januar und Februar 2024 bei drei Bundesligaspielen ohne Einsatz auf der Bank. Am 11. August 2024 gab Cissé beim 3:1-Heimsieg am 2. Spieltag der Spielzeit 2024/25 für den VfB II gegen den TSV 1860 München sein Drittligadebüt.
Kurz darauf wechselte er am 30. August 2024 zum FC Basel. Mit der Mannschaft gewann er 2025 die Schweizer Meisterschaft sowie den Cup.

### Nationalmannschaft
Für die französische U16-Nationalmannschaft debütierte Cissé am 25. September 2018 gegen Dänemark. In demselben Jahr absolvierte er vier weitere U18-Länderspiele.

## Titel
- Schweizer Meister: 2025
- Schweizer Cup-Sieger: 2025
- Deutscher A-Junioren-Pokalsieger: 2022